# Шауя - Уардига
Шауя – Уардига е един от 16-те региони на Мароко. Населението му е 1 655 660 жители (2004 г.), а площта 7010 кв. км. Намира се в часова зона UTC+0 в североцентралната част на страната. Разделен е на 3 провинции.